# ربیعه العلوی
ربیعه العلوی (عربی: المنذر ربيعة سعيد العلوي؛ زادهٔ ۳۱ مارس ۱۹۹۵) بازیکن فوتبال اهل عمان است.
از باشگاه‌هایی که در آن بازی کرده‌است می‌توان به باشگاه فوتبال عمان، باشگاه فوتبال صور، و باشگاه فوتبال ظفار اشاره کرد.
وی همچنین در تیم‌های ملی فوتبال زیر ۲۳ سال عمان و عمان بازی کرده‌است.